# エルナニ・フェレイラ・ダ・シルヴァ
エルナニ・フェレイラ・ダ・シルヴァ（ポルトガル語: Hernâni Ferreira da Silva、1931年9月1日 - 2001年4月5日）は、ポルトガルのサッカー選手。ポルトガル代表。

## クラブ歴
FCポルトで選手となり、1952年から1953年をGDエストリル・プライアで過ごした以外をポルトで過ごした。レコルド紙によってポルトガルの歴代ベスト100のサッカー選手の一人に選ばれた。

## 代表歴
1953年から1964年にかけてポルトガル代表として28試合に出場した。

## タイトル
ポルト
- プリメイラ・リーガ: 1955-56, 1958-59
- タッサ・デ・ポルトガル: 1955-56, 1957-58